# 黑頂藍紋鱸
黑頂藍紋鱸，為輻鰭魚綱鱸形目鱸亞目藍紋鱸科的其中一種，分布於中西大西洋加勒比海西印度群島海域，深度10-180公尺，為熱帶海水魚，本魚全身為粉紫色，頭頂及背鰭邊緣藍黑色，體長可達10公分，棲息在珊瑚礁邊緣的峭壁，生活習性不明，可做為觀賞魚。

## 擴展閱讀
- 黑頂藍紋鱸的图片